# Крекінг-установки Пойнт-Комфорт

Крекінг-установки Пойнт-Комфорт — виробництво нафтохімічної промисловості в Техасі, розташоване у одноіменному місті на півдорозі між Х'юстоном і південнотехаським портом Корпус-Крісті (сам Пойнт-Комфорт також має доступ до морських перевезень через затоки Лавака і Матагорда).
Виробництво, створене тайванською компанією Formosa Plastics Corporation, до 2020 року складалось із двох установок парового крекінгу. Першу з них запустили в 1994-му, при цьому вона мала потужність у 714 тисяч тонн етилену на рік, проте вже до середини 2000-х цей показник довели до 816 тисяч тонн. Ще одне піролізне виробництво з річним показником 725 тисяч тонн етилену з'явилось у 2001-му. Друга з цих установок була наймолодшою за часом створення серед всіх аналогічних об'єктів нафтохімічної промисловості США аж до початку вводу у другій половині 2010-х численних підприємств, котрі з'явились внаслідок «сланцевої революції» (установки у Фріпорті, Корпус-Крісті, Бейтауні та інші).
Як сировину виробництво в Пойнт-Комфорт споживає етан (45 %), пропан (15 %) та газовий бензин (40 %). Наявність у складі сировинної суміші важких (як для нафтохімії) вуглеводнів забезпечує випуск іншого важливого олефіну — пропілену. Продукція установок використовується розташованими на тій же площадці заводами з виробництва мономеру вінілхлориду, поліетилену, поліпропілену, дихлориду етилену.
Необхідні для роботи піролізного виробництва вуглеводні продукують розташовані на тому ж майданчику установки фракціонування зріджених вуглеводневих газів.
У другій половині 2010-х Formosa Plastics не залишилась осторонь можливості долучитись до використання результатів «сланцевої революції», розпочавши будівництво третьої крекінг-установки у Пойнт-Комфорт.